# 행복은 우리 가슴에
《행복은 우리 가슴에》는 1997년 3월 3일부터 1997년 6월 27일까지 방영된 SBS 일일드라마이다.

## 기획 의도
명예퇴직 바람 속에서 서로 다른 삶을 사는 우리 시대의 아버지들을 전면에 내세우며, 힘들었지만 열심히 살았던 과거, 가족 간의 협력을 통해 현재의 위기를 극복해 나가는 모든 과정을 유머와 위트를 섞어 담담하게 그려내는 드라마이다.

## 등장 인물

### 고향 친구들
- 한진희 : 남승진 역

가난했던 시절 어렵게 자라난 고향 친구들 중에서 가장 출세하였다. 냉철하고 성취욕이 강하여 명예퇴직 바람을 이겨내고 금산그룹 기획조정실장으로 승진한다. 친구들이 퇴직당하는 것을 보고 가슴 아파한다. 20대 자녀와의 갈등을 겪으며 집안 문제로 골치를 썩고 간암에 걸린다.
- 남성훈 : 김명직 역

회사가 부도 합병되는 바람에 명예퇴직을 당하고 빨리 자기 사업을 시작하여 자리를 잡는다. 한때 승진의 아내 수림을 좋아한 적이 있다.
- 이영하 (배우) : 조태수 역

회사가 부도 합병되는 바람에 명예퇴직을 당하며, 사업에도 실패해 온 가족이 길거리로 나앉고 결국 택시운전을 시작한다. 노모의 지나친 사랑이 태수의 인생을 엉뚱한 길로 끌고 갔다.
- 현석 : 선수완 역

일찌감치 회사에 사표를 던지고 정육점을 시작하여 알부자가 되었다. 장모를 모시고 살며 이 때문에 끊임 없이 분란이 일어난다. 문수의 생부 양 회장과 잘 아는 사이이다.

### 승진네
- 김자옥 : 박수림 역 - 승진의 아내
- 류시원 : 남민우 역 - 승진의 아들

### 명직네
- 이덕희 : 유선미 역 - 명직의 아내, 미숙의 친구
- 이혜련 : 김소라 역 - 명직의 딸
- 최우혁 : 김소원 역 - 명직의 아들

### 태수네
- 이경진 : 현자 역 - 태수의 아내
- 반효정 : 노모 역 - 태수의 어머니
- 전민혜 : 조은하 역 - 태수의 딸
- 양미경 : 조문심 역 - 태수의 여동생
- 송승환 : 민노경 역 - 문심의 남편
- 홍학표 : 조문수 역 - 태수의 남동생
- 노경주 : 장미리 역 - 화가, 태수의 조력자 (중도투입)

### 수완네
- 양희경 : 미숙 역 - 수완의 아내
- 최지우 : 선경아 역 - 수완의 딸, 민우의 여자 친구
- 김영옥 : 미숙 모 역

### 양 회장네
- 박근형 : 양복구 역 - 사채업자, 문수의 생부 (중도투입)
- 이효춘 : 봉순 역 - 복구의 아내, 푼수 (중도투입)
- 성동일 : 둔식 역 - 양 회장의 운전기사 (중도투입)
- 오아랑 : 강희 역 - 양 회장의 비서 (중도투입)
- 최은석 : 김 과장 역

## 결방
- 1997년 3월 27일 : 프로농구 《원주 나래 블루버드 VS 안양 SBS 스타즈》 중계가 연장전까지 가는 바람에 결방
- 1997년 5월 5일 : 제 17회 ABC 여자농구 《대한민국 VS 일본》 결승전 중계방송으로 인해 결방
- 1997년 5월 6일 : 7시부터 특별기획 《故황수관 박사의 신바람 건강법》 1~2부 편성으로 인해 결방
- 1997년 5월 13일 : 7시부터 특별기획 《故황수관 박사의 신바람 건강법-실전 편》 1~2부 편성으로 인해 결방
- 1997년 5월 14일 : 민영 TV의 날 특집 《나훈아, 그리고 소록도의 봄》 편성으로 인해 결방
- 1997년 5월 23일 : 특집 SBS 초청 청소년 축구 《대한민국 VS 가나》 중계방송으로 인해 《SBS 8 뉴스》는 8시 45분에 방영되어 결방
- 1997년 6월 6일 : 8시 55분부터 《특별 생방송 민생 대토론회》 편성으로 인해 《SBS 8 뉴스》가 8시에 방영되어 결방
- 1997년 6월 12일 : 코리아컵 국제축구 《대한민국 VS 이집트》 중계방송으로 인해 결방

## 경쟁 프로그램
- 정 때문에 (KBS 1TV)
- 세 번째 남자 (MBC)

## 참고 사항

### 방영 전
- 기획 당시의 제목은 남성 드라마를 표방한다는 의미의 <나는 왕이로소이다>였다.[2]
- SBS 8 뉴스가 9시로 시간대를 변경함에 따라[3] 일일극의 시간대도 8시 50분에서 25분으로 변경되었고, 시간대 변경 후 첫 일일극으로서 큰 기대를 안고 시작하였다.[4]
- 작가 서영명은 87년 KBS 1TV <푸른 해바라기> 이후 10년 만에 일일극을 집필하게 됐다.
- 류시원과 최지우의 첫 SBS 출연 드라마였다.[5]
- 류시원은 KBS 1TV <사랑할때까지>가 끝난 직후, 두 번째로 일일극에 출연하게 됐으며 출연진 가운데 김영옥, 반효정과 <사랑할때까지>에서 호흡을 맞춘[6] 바 있다.
- 최지우의 첫 일일극 출연작이었는데 해당 드라마가 처음이자 마지막 일일극 출연작이 됐다.

### 방영 후
- 최지우는 KBS 2TV <첫사랑>이 여러 차례의 연장방영을 결정함에 따라 이 작품 후반부와 해당 작품의 초반부에 본의 아니게 겹치기 출연을 했다. 이 과정에서 KBS-SBS 사이에서 한때 잡음이 있었다.[7]
- 가수 김완선이 해당 드라마에 중도 투입될 예정[8]이었으나 무산되었다.
- 1997년 5월 22일 방영분에서 부부싸움 중 저속한 대화를 그대로 내보내어[9] 그 해 6월 11일 열린 방송위원회 전체회의에서 '시청자에 대한 사과명령' 조치를 받았다.
- 조기 퇴직, 명예 퇴직 등 심각한 사회 현상을 우스꽝스러운 일상사인 양 축소해 남의 아픈 상처를 이용한다는 느낌을 주었다는 비판이 있었다.[10]
- 출연진 대부분이 30대 후반이라 극 분위기를 저하시켜 비판을 받아온 데 이어, 동시간대의 KBS 1TV <정 때문에>, MBC <세 번째 남자> 에 밀려 동시간대 3사 일일극의 시청률이 꼴찌를 면치 못했다.
- 이에 제작진은 노경주, 박근형, 이효춘 등의 중견 연기자와 SBS 공채 탤런트 출신 오아랑, 성동일 등을 중간 투입시켰다.[11]
- 하지만, 한 자릿수 시청률의 늪에서 벗어나지 못한 채 78회 만에 조기종영되는 수모를 당했다.
- 극 중 선수완 역의 현석은 해당 드라마가 조기종영한 후 동시간대에 경쟁했던 KBS 1TV <정 때문에>에서 막판에 합류한 바 있다.
- 해당 드라마의 실패로 SBS 뉴스가 9시대에서 8시대로 재이동을 하면서 일일극의 시간대도 월~목 오후 8시 55분으로 변경되었다.
- 당초 1997년 5월 16일에 종영 예정이었으나[12] 후속작 <미아리 일번지>의 캐스팅 문제를 고려하여 6월 말에 막을 내리자 한진희(남승진 역)와 류시원(남민우 역), 송승환(민노경 역)은 드라마 후반부에 방송된 다른 드라마와 본의 아니게 겹치기 출연을 하게 됐다.[13]